# Umweltprämie für Heizungsanlagen
Die Umweltprämie für Heizungsanlagen ist ein Zuschuss für Hausbesitzer seitens des Staates beim Austausch einer umweltschädlichen Heizungsanlage.

## Sachsen
Diese staatliche Prämie in Höhe von 1250 Euro wird in Sachsen seit dem 12. Mai 2009  unter bestimmten Voraussetzungen gewährt, wenn eine alte Heizungsanlage verschrottet und gegen eine neue Anlage ausgetauscht wird. Der Antrag für die Subvention ist vor dem Kauf bei der zuständigen Sächsischen Aufbaubank zu beantragen.